# In This World
In This World är ett brittiskt dokudrama från 2002 i regi av Michael Winterbottom.

## Utmärkelser
Filmen vann Guldbjörnen för bästa film 2003 och ett BAFTA Award för bästa film (icke-engelskspråkig) 2004.

## Rollista i urval
- Jamal Udin Torab - Jamal
- Enayatullah - Enayat
- Paul Popplewell - berättare